# Huis Saasveld
Het Huis Saasveld of Saterslo was een kasteel en havezate in de Nederlandse buurtschap Saasveld, provincie Overijssel. Het kasteel herbergde in de 17e en 18e eeuw een katholieke schuilkerk. Na de afbraak van het kasteel in 1817 werd op het terrein een kerk gebouwd, waarvan de huidige Sint-Plechelmuskerk de opvolger is.

## Geschiedenis
Het kasteel Saterslo werd voor het eerst genoemd in de kroniek van Johannes de Beke. Hij schrijft hierin over de belegering van het kasteel in 1360 of 1361 door de Utrechtse bisschop Jan van Arkel. Kasteeleigenaar Godeke van Saterslo verzette zich namelijk tegen het gezag van de bisschop en hield rooftochten in de omgeving. De bisschop wilde een einde maken aan de onrust die Godeke veroorzaakte in het gebied en sloeg het beleg op voor kasteel, terwijl hij ernaast een blokhuis bouwde. Uiteindelijk kwamen de bisschop en Godeke tot een overeenkomst, waarbij zowel het kasteel als het blokhuis zouden worden ontmanteld.
De familie Van Saterslo bewoonde het gebied overigens al eerder dan 1360. In 1099 nam Jacob van Saterslo deel aan een kruistocht en in de 12e eeuw waren de ridders Van Saterslo invloedrijke edelen in Twente. Het is dan ook aannemelijk dat de familie al in de 12e eeuw beschikte over een kasteel Saterslo.

### Leengoed
Mogelijk heeft Godeke van Saterslo na de belegering van 1360/1361 zijn afgebroken kasteel met bijbehorende bezittingen in leen opgedragen aan de bisschop, want hij werd in 1380 door de toenmalige bisschop met de 'hof to Zaterslo' beleend. Godeke zou het leengoed nalaten aan zijn dochter Aleke, die dankzij haar huwelijk met Berend van Reede het goed Saterslo in de familie Van Reede inbracht. Wellicht was het ook deze Berend die het kasteel heeft herbouwd. Berends zoon Hendrik werd in 1412 met Saterslo beleend.
In 1474 volgde de belening van Godert van Reede. Hij was onder andere ambtman van Twente. Dit ambt verkreeg hij in pandschap, dus door een bedrag te betalen aan de landsheer. In 1484 gaf hij het ambt echter weer op omdat hij het pandgeld hard nodig had voor de aankoop van het kasteel te Brandlecht.

### Verwoesting en herstel
In 1501 overleed Godert van Reede, waarna zijn zoon Adriaan van Reede nog datzelfde jaar met Saterslo werd beleend. Goderts weduwe Jutte van den Rutenberg bleef op het kasteel woonachtig. In 1510 viel de Gelderse hertog Karel het gebied binnen en plunderde zowel het kasteel als de omgeving. De hertog benoemde Joachim van Wyhe tot kastelein van Saterslo. Het kasteel werd voorzien van extra versterkingen zoals wallen en grachten, maar leed vervolgens ernstige schade door een brand. Jutte verhuisde nu naar Deventer, waar zij in 1528 zou overlijden.

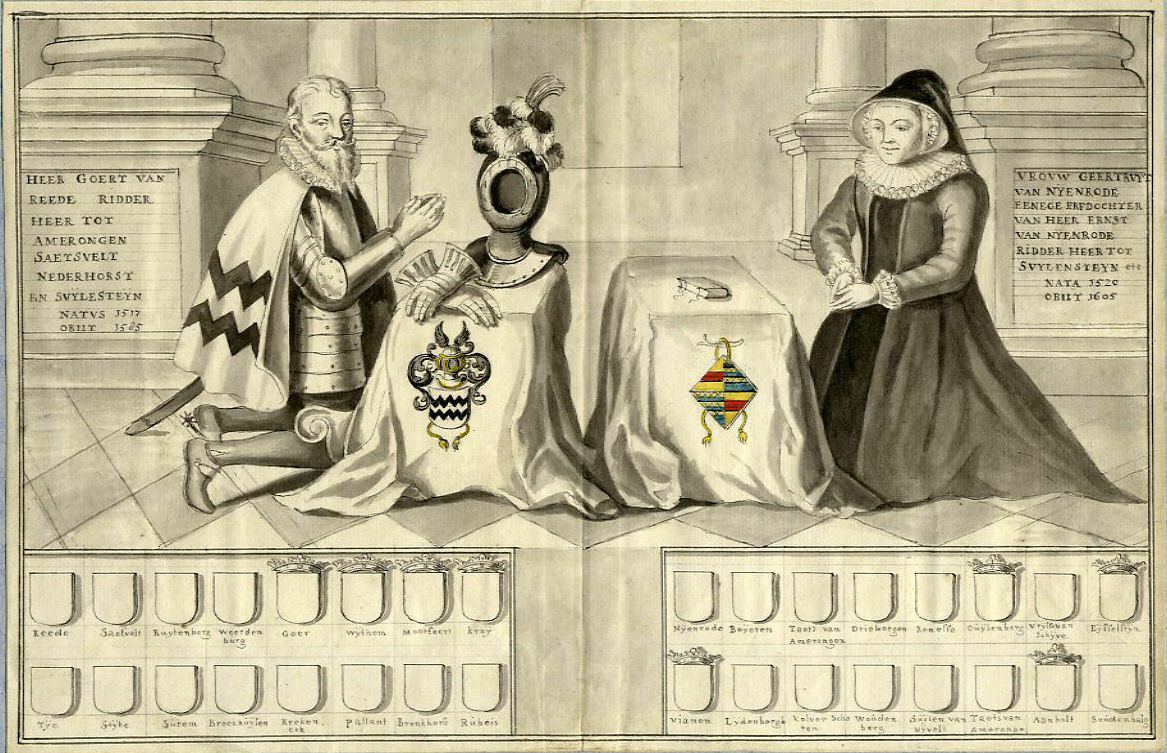
Godert van Reede en Geertruid van Nyenrode

In 1514 liet Adriaan het kasteel herstellen. Hij trouwde met Lucia van Goor en liet hun beider wapens aanbrengen in de gedenksteen van het poortgebouw. In 1523 was er opnieuw oorlogsschade, maar ook nu werd het kasteel weer herbouwd.

### Tachtigjarige Oorlog
Adriaan overleed in 1541, vier jaar later gevolgd zijn zijn vrouw Lucia. Hun zoon Godert van Reede tot Saasveld (1516-1585) erfde het kasteel Saterslo/Saasveld. Na zijn huwelijk in 1544 met Geertruid van Nyenrode (1525-1605) richtte hij zich steeds meer op Utrecht, waar hij onder andere lid werd van de Ridderschap. Intussen kreeg Godert ruzie met zijn jongere broer Hendrik, die zich achtergesteld voelde bij de verdeling van de erfenis van hun ouders. Daarom nam Hendrik in 1573 ter compensatie het kasteel Saasveld in bezit. Godert eiste in 1580 het strategisch in de moerassen gelegen kasteel terug, omdat het van pas zou komen in de inmiddels uitgebroken Tachtigjarige Oorlog. De Spaansgezinde Hendrik weigerde echter, waarna de drost van Twente het kasteel innam en weer overdroeg aan Godert.
In 1593 nam de graaf van den Berg het kasteel in namens de Spaanse koning. Hierdoor kon Adriaan van Reede - zoon van Godert - geen gebruik maken van het kasteel en de inkomsten uit de bijbehorende goederen.
In 1610 werd Adriaan, als eigenaar van het als havezate erkende Saasveld, toegelaten tot de Staten van Overijssel. Hij overleed in 1612 en liet het kasteel na aan zijn zoon Gerhard van Rheede.
Gerhard van Reede (†1656) was in 1609 gehuwd met Maria van Wyhe (†1670). Zij had de heerlijkheid en kasteel Hernen in het huwelijk ingebracht. Gerard werd met Saasveld beleend en verkreeg het lidmaatschap van de Staten, maar zou als katholiek dit lidmaatschap weer moeten opgeven. Hierdoor werd Saasveld een zogenaamde slapende havezate: het recht op toegang tot de Staten was aan Saasveld verbonden maar de eigenaar kon dat recht niet toepassen.
Het echtpaar vertrok in 1621 naar hun kasteel Hernen, waar ze in 1648 een katholieke schuilkerk inrichtten. Ook op Saasveld had het echtpaar inmiddels een schuilkerk geopend: de pastoor hield voortaan de mis in het bouwhuis of op het kasteel zelf.

### Schulden
Johan Joachim van Reede, de oudste zoon van Gerhard en Maria, werd in 1659 met Saasveld beleend. Na zijn dood in 1668 bleven de weduwe Anna Johanna von Spies von Bullesheim en hun zoontje Gerhard Adriaan achter. Het kasteel behoorde in die periode tot de aanzienlijkste huizen in het richterambt Oldenzaal en telde zeven vuursteden, hetgeen van belang was voor het vaststellen van het haardstedengeld. Bij het kasteel behoorde nog een groot aantal goederen, waaronder boerenerven en katersteden.
In 1687 zou Gerhard Adriaan met Saasveld worden beleend, maar de waarde van het goed was inmiddels flink afgenomen door de vele schulden die er op rustten. Het haardstedengeld van 1682 werd berekend over vijf vuursteden, wat wijst op een teruggang in aanzien. De schulden namen in de hierna volgende jaren overigens nog verder toe. Toen Gerhard Adriaan in 1717 overleed ging Saasveld - met alle schulden - naar zijn zoon Gosen.

### Van Hoevel tot Ravenshorst
In 1721 overleed Gosen en nu kwam Saasveld terecht bij zijn zuster Anna Agnes van Reede, echtgenote van Adolf Otto Joost van Hoevel tot Ravenshorst. Ook zij moesten zich verder in de schulden steken om het goed Saasveld te kunnen bekostigen. Diverse Saasveldse erven werden met een hypotheek belast.
Het kasteel werd in 1729 bezocht door de tekenaars Cornelis Pronk en Abraham de Haen, samen met hun begunstiger Andries Schoemaker. Volgens De Haen was het kasteel een 'oud, grof gebouw', maar Schoemaker gaf een enthousiastere beschrijving alhoewel hij het kasteel wel als vervallen omschreef.
Adolf en Anna waren katholiek en woonden in het graafschap Bentheim. Het bezit van de havezate Saasveld leverde hen weinig op en daarom besloten ze in 1735 tot verkoop.

### Afbraak
De nieuwe eigenaar in 1735 werd Maximilian Heidenreich Freiherr von Droste zu Vischering. Niet alleen kocht hij de havezate met bijbehorende goederen, maar ook de inboedel van het huis. Hij ging echter niet op Saasveld wonen en liet het beheer over aan een rentmeester. Na de dood van Maximilian in 1751 kreeg zijn zoon Adolf de met schulden belaste havezate in bezit.
Adolf stierf in 1776 en liet Saasveld na aan zijn oudste zoon Clemens August, die het huis op zijn beurt in 1790 naliet aan zijn eigen zoon Adolf Heidenreich Bernard. Deze Adolf gaf de pastoor in 1799 toestemming om op het terrein een kerkje te bouwen omdat het oude bouwhuis - dat als schuilkerk had gediend - ernstig in verval was geraakt. In 1801 kwam dit nieuwe kerkje gereed.
In 1817 liet Adolf Heidenreich Bernard het huis Saasveld geheel afbreken, op het poortgebouw na. Hij verkocht het kasteelterrein in 1819 aan de katholieke gemeente van Saasveld, die er in 1820 een nieuwe kerk op liet bouwen. Het nog overgebleven poortgebouw werd in 1821 gesloopt, evenals het kerkje van 1801.

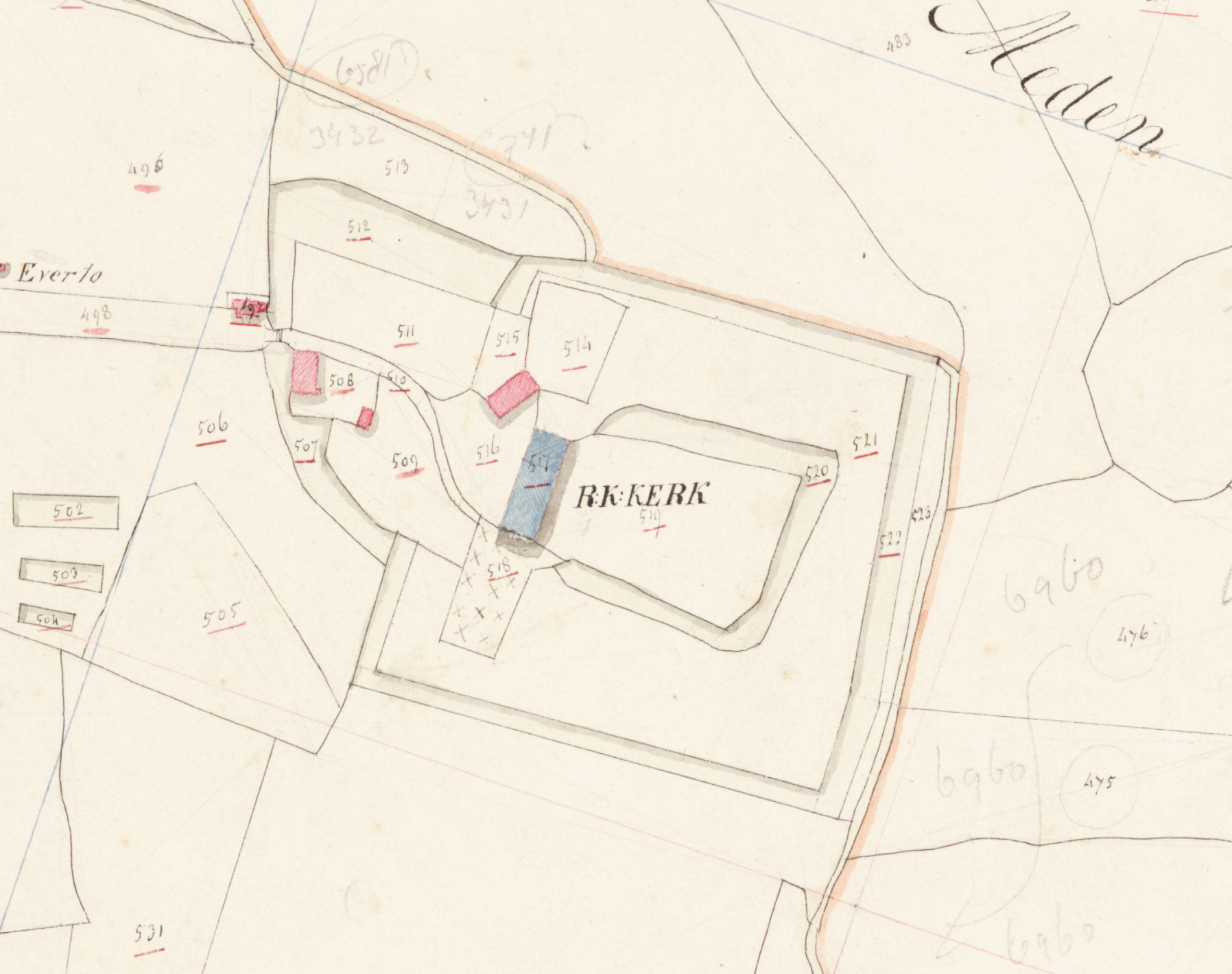
Kadastrale kaart uit begin 19e eeuw, met de nog aanwezige dubbele gracht van kasteel Saterslo. Het slot zelf is reeds afgebroken.

In 1857 werden de fundamenten van het kasteel uitgebroken zodat er een nieuwe, grotere kerk kon worden gebouwd. Ook werd een deel van de binnenste gracht gedempt. Deze kerk is in 1926 weer vervangen door de huidige Sint-Plechelmuskerk.

## Beschrijving
De hoofdburcht was volgens 18e-eeuwse tekeningen een omgracht vierkant complex, bestaande uit een u-vormig gebouw met geveltoppen en zadeldaken en een losstaand poortgebouw. Op de binnenplaats, in de hoek van het hoofdgebouw en een zijvleugel, stond een traptoren met 70 treden. Op een van de hoeken van het kasteel was een koepeltoren gebouwd. Het kasteel beschikte over een ridderzaal en een gewelfde kelder. Het poortgebouw had oorspronkelijk een ophaalbrug.
Rondom de voorburcht en de hoofdburcht lag nog een tweede gracht. Alleen deze buitengracht is behouden gebleven. Verder zijn er enkele bouwfragmenten van het kasteel in de pastorie verwerkt.
Den Aalshorst · Den Alerdinck · Huis Almelo · Arkelstein · Averbergen · Azoelen · Backenhagen · Bellinckhof · Den Berg · Huis Bergentheim · Beugelskamp · Beverfeurde · Blankena · Hof te Boekelo · Borgbeuningen · Havezate Boskamp · Boxbergen · Havezate Brecklenkamp · Bredenhorst · Buckhorst · Campherbeek · Colckhof · Den Dam · Huis Diepenheim · Dingshof · Dubbelink · Kasteel Eerde · Egede · Havezate Elsen · Everlo · Landgoed Frieswijk · Glinthuis · Huis Gramsbergen · Grimberg · Grotenhuis · De Haere · Haerst · Hagmeule · Slot Hardenberg · Huis Heeckeren · Huis Hengelo · Herxen · Hofstede · Hogenhof · Hondeborg · Katenhorst · Kevelham · Kranenburg · De Kuile · Het Laar · Leemcule · Luttenberg · Mataram · Mennigjeshave · Nijenhuis (Diepenheim) · Nijenhuis (Olst-Wijhe) · Oldemeule · Olidam · Oosterhof · Huis te Ootmarsum · Den Ordel · Pekkedam · Pothof · Rande · Kasteel Rechteren · Het Reelaer · Rhaan · Rutenberg · Huis Saasveld · Havezate Schoonheten · Havezate Schuilenburg · Singraven · Stoevelaar · Kasteel Toutenburg · Twickel · Vechterweerd · Venebrugge · Kasteel Voorst · Warmelo · Wegdam · Weldam · Weleveld · Huis Werkeren · Westerflier · Wittenstein · Zuthem
Huis Almelo · Backenhagen · Bellinckhof · Beugelskamp · Beverfeurde · Hof te Boekelo · Borgbeuningen · Brecklenkamp · Huis Diepenheim · Dubbelink · Eeshof · Elsen · Everlo · Eversberg · Grimberg · Grotenhuis · Hagmeule · Heeckeren · Huis Hengelo · Herinckhave · Hoikink · Kevelham · Nijenhuis · Noorddeurningen · Oldemeule · Oldenhof · Olidam · Oosterhof · Huis te Ootmarsum · Pekkedam · Huis Saasveld · Scherpenzeel · Singraven · Stoevelaar · Twickel · Warmelo · Weemselo · Wegdam · Weldam · Weleveld · Westerflier · Woeste